# Nan (provincie)
Nan is een Thaise provincie in het noorden van Thailand. In december 2014 had de provincie 478.264 inwoners, waarmee het de 57e provincie qua bevolking in Thailand is. Met een oppervlakte van 11.472,1 km² is het de 13e provincie qua omvang in Thailand. De provincie ligt op ongeveer 668 kilometer van Bangkok. Nan grenst aan de provincies/landen: Laos, Uttaradit, Phrae, Phayao. Nan ligt niet aan zee.

## Provinciale symbolen
|  | Het provinciale zegel toont een heilige stier, die de stoepa van Phra That Chae Haeng draagt. De provinciale vlag is horizontaal gedeeld paars/geel met het provinciale zegel in het midden van de vlag. De provinciale boom/bloem is Bauhinia variegata (Thai: เสี้ยวดอกขาว seijaw dok khaaw). De bloemen hiervan zijn felroze of wit. |

## Klimaat
De gemiddelde jaartemperatuur is 27 graden. De temperatuur varieert van 9 graden tot 40 graden. Gemiddeld valt er 1524 mm regen per jaar.

## Politiek

### Bestuurlijke indeling
De provincie is onderverdeeld in 15 districten:
| Amphoe \| 1. Nan 2. Mae Charim 3. Ban Luang 4. Na Noi 5. Pua 6. Tha Wang Pha 7. Wiang Sa 8. Thung Chang \| 9. Chiang Klang 10. Na Muen 11. Santi Suk 12. Bo Kluea 13. Song Khwae 14. Chaloem Phra Kiat 15. Phu Phiang \| | |
| 1. Nan 2. Mae Charim 3. Ban Luang 4. Na Noi 5. Pua 6. Tha Wang Pha 7. Wiang Sa 8. Thung Chang | 9. Chiang Klang 10. Na Muen 11. Santi Suk 12. Bo Kluea 13. Song Khwae 14. Chaloem Phra Kiat 15. Phu Phiang |

## Prestatie-index
United Nations Development Programme (UNDP) in Thailand heeft sinds 2003 voor subnationaal niveau een Index van de menselijke prestatie (Human Achievement Index - HAI) gepubliceerd op basis van acht belangrijke gebieden van de menselijke ontwikkeling. Provincie Nan neemt met een HAI-waarde van 0,6173 de 47e plaats in op de ranglijst. Tussen de waarden 0,607 en 0,6209 is dit "wat laag".
| Hoofdgroep                    | Aantal graadmeters | Ranglijst |
| ----------------------------- | ------------------ | --------- |
| Volksgezondheid               | 7                  | 33e       |
| Onderwijs                     | 4                  | 18e       |
| Werkomstandigheden            | 4                  | 75e       |
| Huishoudelijk inkomen         | 4                  | 53e       |
| Huisvesting en leefomgeving   | 5                  | 68e       |
| Familie- en gemeenschapsleven | 6                  | 12e       |
| Transport en communicatie     | 6                  | 50e       |
| Deelname aan politiek, enz.   | 4                  | 5e        |

## Galerij

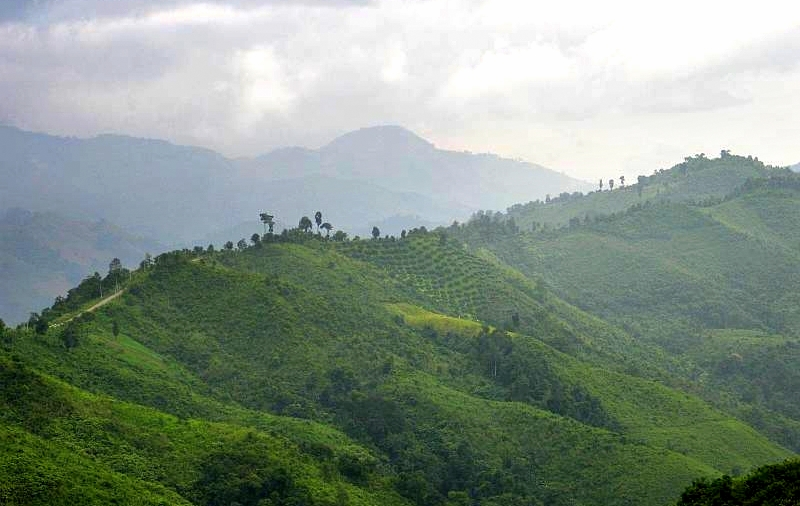
Weg nummer 1256 loopt over een bergkam naar nationaal park Doi Phuka
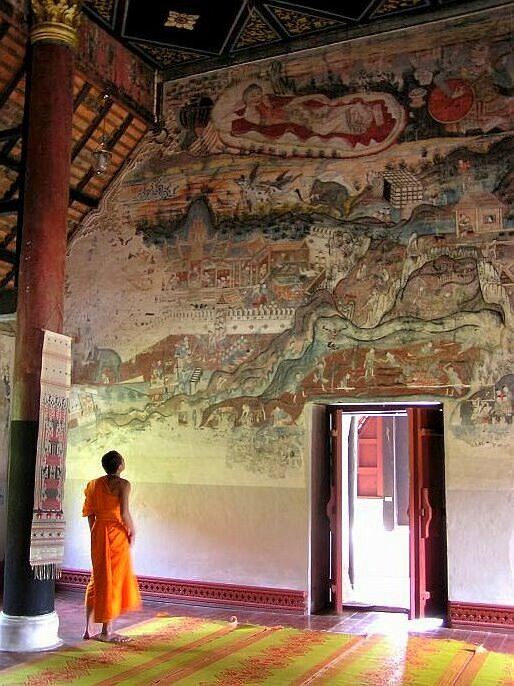
Wat Nong Bua in Amphoe Tha Wang Pha
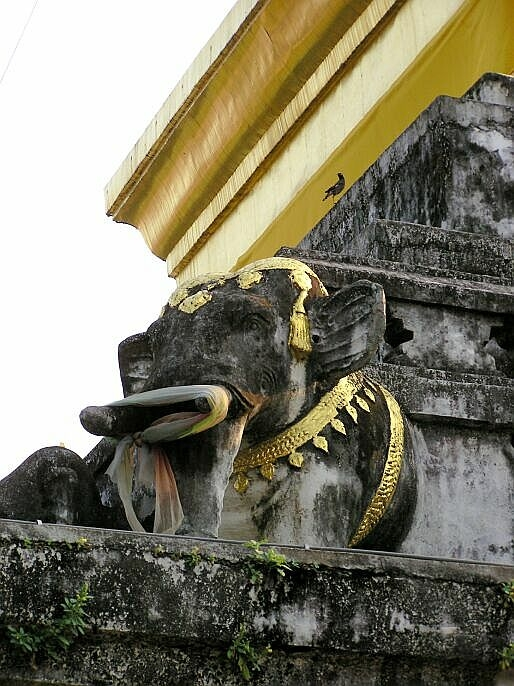
Wat Chang Kham, Nan stad
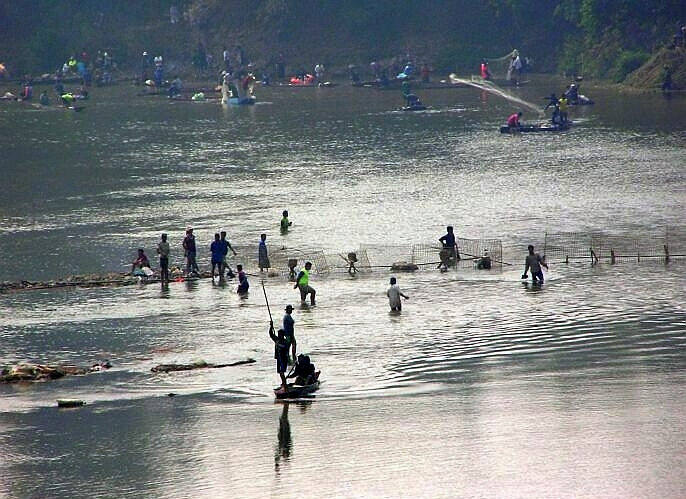
De Nan rivier vlak ten noorden van Nan stad